# Weiherbach (Steinlach)
Der Weiherbach ist ein knapp vier Kilometer langer Bach überwiegend im Stadtgebiet von Mössingen im baden-württembergischen Landkreis Tübingen, der nach nordöstlichem Lauf am Rand des Dorfes Talheim von links in die oberste Steinlach mündet.

## Geographie
Die Ursprünge des Weiherbachs liegen südwestlich des Dorfes Talheim in zwei Kerbtälern des Albtraufes, welche seine beiden Oberläufe in die Nordostseite des auf den Dreifürstenstein zulaufenden Schömberg-Sporns der Schwäbischen Alb eingegraben haben. Beide Oberläufe sind rund anderthalb Kilometer lang, haben ein Teileinzugsgebiet von rund eindreiviertel Quadratkilometern und werden zumindest auch als Weiherbach bezeichnet, sie haben stark eingeschnittene, klingenartige Abschnitte. Der in beiden Größen etwas kleinere linke trägt daneben auch den Namen Kehlenbach.

### Rechter Oberlauf Weiherbach
Der rechte Oberlauf des Weiherbachs entspringt auf einer Höhe von etwa 730 m ü. NHN ungefähr auf der Grenze zwischen der Stadtteilgemarkung Salmendingen der Stadt Burladingen auf der Albhochfläche und der Stadtteilgemarkung Talheim von Mössingen im weiteren Bachtal darunter.  Dort grenzen in schon deutlich eingetieftem Waldtal das Salmendingener Gewann Schluchthalde oberhalb und das Talheimer Gewann Holzwiesen unterhalb aneinander. Der Bach fließt durch das Aspenwäldle kleinschlängelig zunächst nordostwärts, bis von rechts aus dem Läublesgrund ein kürzerer Quellast von Südosten zuläuft, danach fast nordwärts zwischen den Albspornen Kehlkapf links- und Salmessen rechtsseits. Nachdem er die untere Waldgrenze hinter sich gelassen hat, zieht er noch etwa 200 Meter in einem schmalen Auenwaldstreifen durch einen Wiesengrund und fließt dann gegenüber dem Gewann Heufeldsteige auf etwa 617 m ü. NHN mit seinem linken Oberlauf zusammen.

### Linker Oberlauf Kehlenbach oder Weiherbach
Dieser linke Oberlauf entspringt in einem ostwärts des Schömbergs einsetzenden und Kehlen genannten Waldtal ebenfalls schon recht tief auf etwa 725 m ü. NHN einigen Hangquellen, deren Abfluss auf kleinem Raum zusammenläuft und sich dann zwischen dem Hirschkopf-Sporn zur Linken und dem Kehlkapf-Sporn zur Rechten nach Ostnordosten schlängelt. Nachdem er zuletzt ebenfalls galeriebegleitet aus dem Wald in die Wiesenflur ausgetreten ist, liegen an den beiden Unterhängen feuchte Wiesen und ein kleiner Tümpel.

### Weiterer Verlauf
Nachdem sich die beiden Quellbäche des Weiherbachs auf etwa 617 m ü. NHN kurz nach ihren Waldaustritten am Wiesengewann Heufeldsteige vereint haben, fließt das dort etwa einen Meter breite und teils bis zu zwei Metern eingetiefte Gewässer unter steilen Ufern und über felsigem Grund oder steinigem Sediment in der Zuflussrichtung des Kehlenbachs ostnordostwärts weiter bis zu seiner Mündung. Unter dem in der Fronhalde zur Erosionsbucht des Baches abfallenden Albsporn Salmessen im Süden erreicht der Lauf nach einem knappen Kilometer den weit außerhalb des Ortes liegenden Sportplatz von Talheim. Dort fließt auf etwa 588 m ü. NHN von Westnordwesten her der Holderbach zu, der am Sattel zwischen dem Albsporn Hirschkopf und dem der Alb vorgelagerten Zeugenberg Farrenberg entspringt; links über dem Zusammenfluss liegt die Ruine der Burg Andeck auf einem Höhensporn des Farrenbergs. Im weiteren Verlauf weitet sich die Bachbreite auf bis zu drei Meter und der Bach beginnt fast zu mäandrieren. Am Lauf sind Verbauungen zu erkennen, das Begleitgehölz am Ufer wird von Eschen, abschnittsweise auch Bruch-Weiden dominiert. 
Nach einem weiteren halben Kilometer mündet der aus einem Kerbtal an der Ostflanke des Farrenbergs kommende Dinkelsbach und noch einmal 300 Meter bachabwärts nunmehr von rechts auf etwa 565 m ü. NHN der Wangenbach, der auf dem längsten Strang zweieinhalb Kilometer lang ist und dessen Ursprünge in zwei Albtraufkerben nordwestlich und nordöstlich unter dem 884 m ü. NHN hohen Salmendingener Monkberg liegen. Bald danach erreicht der Weiherbach den Westrand des Dorfes Talheim und fließt an diesem noch etwas nordostwärts entlang. Nachdem ihn die Brücke des Farrenbergweges überspannt hat, mündet der Weiherbach auf etwa 555 m ü. NHN von links in die Steinlach. Diese wird zuvor verdolt durch den Siedlungsbereich von Talheim geführt und läuft erst wieder ab dem Zufluss des Weiherbachs offen und nunmehr nordwärts.
Der Weiherbach mündet nach einem vom Ursprung seines rechten Quellbachs an gerechnet 3,8 km langen Weg mit mittlerem Sohlgefälle von etwa 46 ‰ rund 175 Höhenmeter unterhalb dieser Quelllage. Er ist etwas länger als der Oberlauf der Steinlach, vor allem aber ist sein Teileinzugsgebiet mehr als doppelt so groß wie das ihrige bis dorthin und auch seine Tallichtung ist sehr viel länger und breiter als derjenige der Steinlach oberhalb seiner Zumündung.

### Einzugsgebiet
Der Weiherbach hat ein 9,3 km² großes Einzugsgebiet. Es gehört naturräumlich mit seinem Anteil am Albtrauf zum Unterraum Roßberg-Randhöhen der Randhöhen der Mittleren Alb am Nordrand der Mittleren Kuppenalb, während die Talspinne am etwas versetzten Zusammenfließen von Weiherbach, Wangenbach und Steinlach um Talheim herum zum Unterraum Steinlach-Albvorberge des Teilraums Die Steinlach des Mittleren Albvorlandes gerechnet wird. Sein mit etwa 884 m ü. NHN höchster Punkt liegt auf der dem Albtrauf aufsitzenden Waldkuppe des Monkberges westlich von Salmendingen, während der Albtrauf an den anderen Abschnitten der Gesamtwasserscheide sich allenfalls bis etwas über 840 m ü. NHN erhebt.
Auf den höchsten Lagen am oberen Albtrauf gibt es etwas Wiesen und Äcker, doch dessen größter Teil darunter an den Steillagen ist mit Bergwald bedeckt. In der offenen Flur im Tal darunter, die entlang dem Weiherbach schon etwas vor dem Zufluss des Kehlenbachs einsetzt, liegen wiederum Wiesen und wenige Äcker.
Der deutlich größere Teil liegt im Gebiet des Stadtteils Talheim von Mössingen, die höchsten Lagen an der südlichen Wasserscheide dagegen im Stadtteilgebiet Salmendingen der Stadt Burladingen auf der Albhochfläche. Die Kommunalgrenze folgt ungefähr der Naturraumgrenze. Die Besiedlung beschränkt sich auf einen Sektor des Mündungsdorfes Talheim und einen Hof Tellenbühl in zu Salmendingen ortsferner Lage im Südosteck des Einzugsgebietes auf dem Albtrauf.
Reihum grenzen die Einzugsgebiete der folgenden Nachbargewässer an:
- Die Albhochfläche im Süden entwässert über die Woog zur Lauchert; dieser Abschnitt der Gesamtwasserscheide ist also ein Teil der Europäischen Hauptwasserscheide zwischen Rhein und Nordsee diesseits sowie Donau und Schwarzem Meer jenseits;
- ein kürzeres Stück südwestlicher Wasserscheide verläuft auf dem Schömberg-Sporn gegen den Heiligenbach, einen Zufluss der Starzel, die den Rhein-Zufluss Neckar noch oberhalb der Steinlach erreicht;
- im Nordwesten entstehen aufgefiederte Hangbäche im Quellgebiet des Buchbachs oder Ernbachs, der über den Tannbach weiter abwärts die Steinlach speist;
- im Norden grenzt das Einzugsgebiet des unbedeutenderen nächsten Steinlachzuflusses Gässlesgraben an;
- im Osten liegt das oberste Teileinzugsgebiet der Steinlach, das weniger als halb so groß ist wie das ihres Zuflusses Weiherbach.

### Zuflüsse und Seen

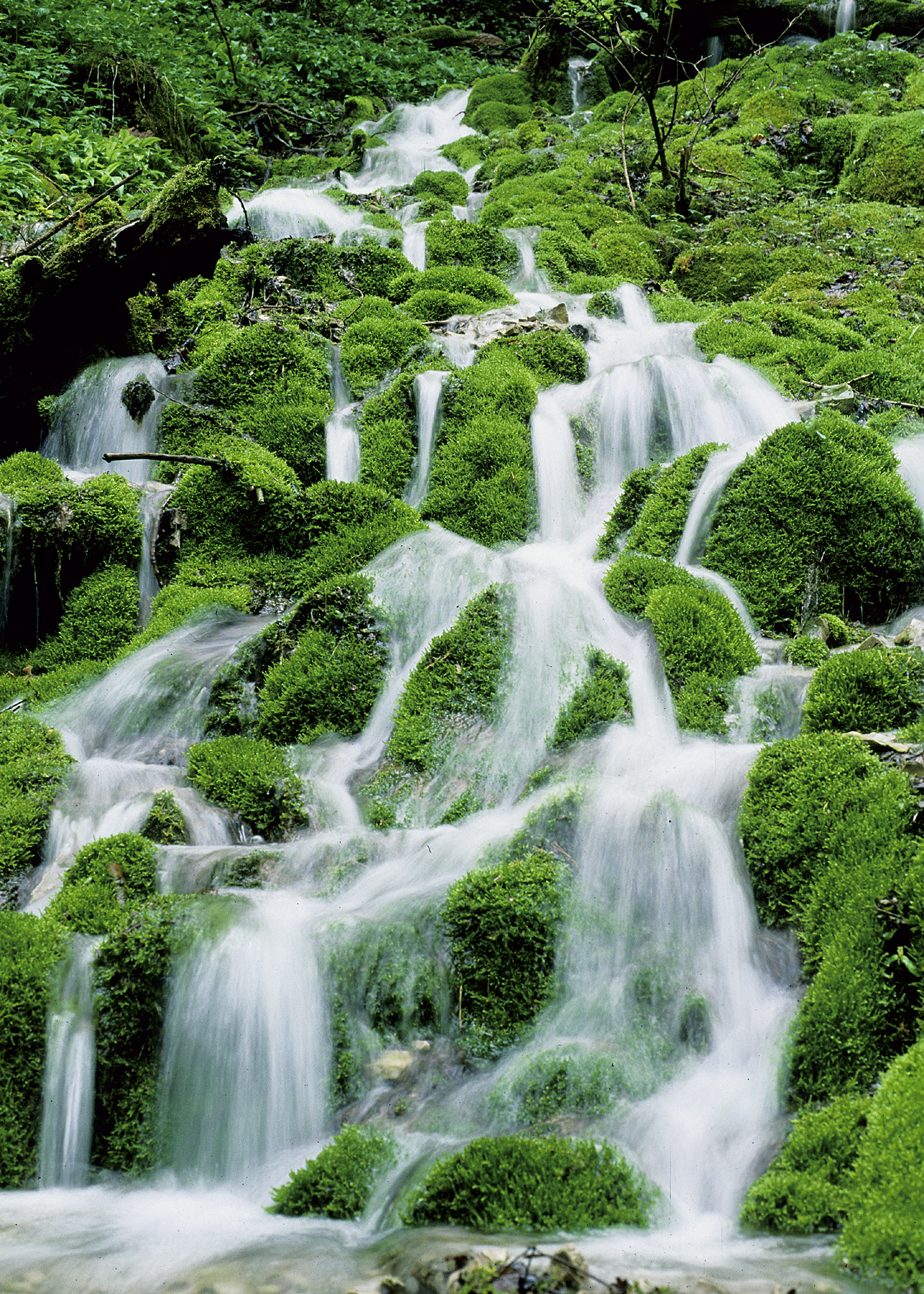
Der Talheimer Wasserfall stürzt in einen Seitenzweig des rechten Zuflusses Wangenbach

Hierarchische Liste der Zuflüsse, jeweils von der Quelle zur Mündung. Gewässerlänge, Einzugsgebiet und Höhe nach den entsprechenden Layern auf der Onlinekarte der LUBW. Andere Quellen für die Angaben sind vermerkt.
Ursprung des Weiherbachs auf etwa 730 m ü. NHN an der Burladingen-Salmendingener Schluchthalde südlich des Albtraufsporns Kehlkapf. Der Bach fließt durchwegs etwa nordöstlich und tritt gleich auf die Stadtteilgemarkung Talheim von Mössingen über, wo er das Aspenwäldle durchläuft.
- (Bach aus Richtung des Läublesgrunds), von rechts und Ostsüdosten auf etwa 625 m ü. NHN im Aspenwäldle, ca. 0,5 km[LUBW 7] und ca. 0,6 km². Entspringt auf etwa 713 m ü. NHN einer eben noch im Salmendinger Gewann Läublesgrund und durchfließt dann das Talheimer Gewann Buchberg.
- Kehlenbach, teils auch Weiherbach genannt[LUBW 4], von links und Westsüdwesten auf 617,4 m ü. NHN[3] kurz nach dem Waldaustritt am Gewann Heufeldsteige, 1,4 km und ca. 1,6 km². Entsteht auf etwa 725 m ü. NHN zwischen den Spornen des Hirschkapfs im Süden und des Hirschkopfs im Nordwesten.
 Der „rechte“ Weiherbach ist bis zu diesem Zufluss schon 1,6 km lang und hat ein ca. 1,8 km² großes Teileinzugsgebiet angesammelt.
- Holderbach, von links und Nordnordwesten auf 588,1 m ü. NHN[3] am Sportplatz von Talheim, 1,1 km und ca. 0,9 km². Entsteht auf etwa 658 m ü. NHN am Sattel zwischen dem Hirschkopf und dem Farrenberg.
- Dinkelsbach, von links und Nordwesten auf etwa 574 m ü. NHN an den Weiherwiesen, 0,9 km und ca. 0,4 km². Entsteht auf etwa 673 m ü. NHN nordöstlich untet der Burgruine Andeck.
- Wangenbach, von rechts und Ostsüdosten auf 565,3 m ü. NHN[3] wenig westlich von Talheim, 2,6 km und ca. 2,3 km². Entsteht auf etwa 720 m ü. NHN am Tellenbühl wenig nordwestlich von Salmendingen.
  - (Bach aus dem Waldgewann Salmessen), von links und Südwesten auf 626,7 m ü. NHN[3] am Waldaustritt, ca. 0,8 km[LUBW 7] und ca. 0,9 km². Entsteht auf etwa 685 m ü. NHN im Salmendingener Gewann Salmessen. Hat rechtsseits Zufluss vom Unterhang des Monkbergs über den Talheimer Wasserfall.

Mündung des Weiherbachs von links und Südwesten auf etwa 555 m ü. NHN am Westrand von Mössingen-Talheim an der Andeckallee in die oberste Steinlach. Der Weiherbach ist 3,8 km lang und hat ein 9,3 km² großes Einzugsgebiet. Die Steinlach selbst ist bis zum Zufluss des Weiherbachs erst 3,4 km lang und hat bis dorthin erst ein 3,7 km² großes Teileinzugsgebiet angesammelt.

## Geologie
Die höheren Schichten im Einzugsgebiet gehören zum Weißen Jura und liegen am oberen Albtrauf, auf dem Monkberg in der Südostecke des Einzugsgebietes reichen diese über den Lacunosa-Mergel bis hinauf zum Unteren Massenkalk, meist jedoch – auf den obersten Einhängen an der südlichen Wasserscheide, im Westen am Hirschkapf-Sporn und im Nordwesten auf dem Zeugenberg Farrenberg – nur bis zur Wohlgeschichtete-Kalke-Formation, unter der stellenweise eine schmale Zone Impressamergels ausstreicht. Im übrigen Teil des Einzugsgebietes liegt fast überall Weißjura-Hangschutt mit nur an zwei Stellen linksseits den Laufs kleinen Fenstern auf den Braunjura, einmal mit dessen höchster Schicht Ornatenton und dann mündungsnah von diesem bis hinab zum Ostreenkalk.

## Natur und Schutzgebiete
Das Einzugsgebiet des Weiherbachs liegt fast zur Gänze in Landschaftsschutzgebieten. Die oberen Einhänge des Albtrauf im Süden auf dem Burladinger Gebietsanteil gehören zum Landschaftsschutzgebiet Oberes Starzeltal und Zollerberg, das unmittelbar unterhalb daran anschließende Landschaftsschutzgebiet Albrand im größeren Mössinger Gebietsanteil reicht fast bis an den Ortsrand von Talheim.

## Tourismus
Die Erosionsbucht des Weiherbachs mit ihrer landschaftlich reizvollen Lage zwischen dem Albtrauf im Süden und dem Zeugenberg Farrenberg im Norden macht das Tal zu einem beliebten Wandergebiet. Der Schwäbische-Alb-Nordrand-Weg (Hauptwanderweg 1) des Schwäbischen Albvereins verläuft aus Talheim im Osten kommend talaufwärts und erreicht über den Seitensporn Hirschkopf des Schömberg-Sporns den Dreifürstenstein und die Albhochfläche. Ein mit roter Raute markierter Weg von Talheim nach Süden führt entlang dem Wangenbach und in dessen linkem Obertal am Talheimer Wasserfall vorbei zum Kornbühl auf der Albhochfläche bei Salmendingen. Ein mit blauem Dreieck markierter steigt von Talheim her auf den Farrenberg an, ein weiterer mit blauer Gabel verläuft durchs Holderbachtal hinauf an die Südflanke des Berges.

### LUBW
Amtliche Online-Gewässerkarte mit passendem Ausschnitt und den hier benutzten Layern: Lauf und Einzugsgebiet des Weihersbachs

Allgemeiner Einstieg ohne Voreinstellungen und Layer: Daten- und Kartendienst der Landesanstalt für Umwelt Baden-Württemberg (LUBW) (Hinweise)
1. 1 2 3 4 5  Höhe nach dem Höhenlinienbild auf dem Hintergrundlayer Topographische Karte.
2. 1 2 3 4  Länge nach dem Layer Gewässernetz (AWGN).
3. 1 2 3  Einzugsgebiet nach dem Layer Basiseinzugsgebiet (AWGN).
4. 1 2  Der Name Kehlenbach für den linken Oberlaufzweig des Weiherbachs, der Waldgewanne mit Namensbestandteil Kehlen durchläuft, findet sich nur auf den Layern Gewässernetz (AWGN) und Gewässername. Auf dem
  - Layer Topographische Karte dagegen

sowie auf dem 
  - Hintergrundlayer WMS LGL-BW Baden-Württemberg 1:25.000 von: Geoportal Baden-Württemberg (Hinweise)

sowie auf dem
  - Meßtischblatt 7620 Talheim/Jungingen von 1910 in der Deutschen Fotothek

dagegen ist übereinstimmend dieser linke Oberlaufzweig mit Weiherbach beschriftet, während der rechte unbeschriftet bleibt.
5. 1 2 3  Natur teilweise nach dem Layer Geschützte Biotope.
6. ↑  Einzugsgebiet abgemessen auf dem Hintergrundlayer Topographische Karte.
7. 1 2  Länge abgemessen auf dem Hintergrundlayer Topographische Karte.
8. ↑  Schutzgebiete nach den einschlägigen Layern.

### Andere Belege
1. ↑  Abfluss-BW - Daten und Karten
2. ↑  Friedrich Huttenlocher: Geographische Landesaufnahme: Die naturräumlichen Einheiten auf Blatt 178 Sigmaringen. Bundesanstalt für Landeskunde, Bad Godesberg 1959. → Online-Karte (PDF; 4,3 MB)
3. 1 2 3 4  Höhe nach blauer Beschriftung auf dem Layer WMS LGL-BW Topographische Freizeitkarte 1:25.000 von: Geoportal Baden-Württemberg (Hinweise)
4. ↑  Geologie nach den Layern zu Geologische Karte 1:50.000 auf: Mapserver des Landesamtes für Geologie, Rohstoffe und Bergbau (LGRB) (Hinweise)